# Aruanas
Aruanas ist eine brasilianische Drama-Serie, die von Estúdios Globo und Maria Farinha Filmes produziert wird. Die Serie startete am 2. Juli 2019 als erste Eigenproduktion des brasilianischen Video-on-Demand-Dienstes Globoplay. In Deutschland wurde die Serie am 19. November 2020 auf dem Streamingdienst Joyn Plus+ veröffentlicht. Die ersten zwei Episoden wurden vom 5. bis 22. November 2020 vorab auf dem digitalen Seriencamp mit deutscher Synchronisation vorgestellt.
Die Serie wurde um eine zweite Staffel verlängert.

## Handlung
Die Journalistin Natalie Lima Melo, die Umweltschützerin Luiza Laes und die Anwältin Verônica Muniz sind seit der Jugendzeit Beste Freundinnen. Im Rahmen ihrer jeweiligen Tätigkeit werden die Frauen mit den schwerwiegenden Umweltverstößen einer Minengesellschaft konfrontiert. In São Paulo gründenden sie zusammen die Nichtregierungsorganisation (NGO) Aruanas, die in ganz Brasilien und im Amazonasgebiet aktiv ist. Die Aktivistinnen tauchen immer weiter ein und entdecken recht schnell ein Netz aus Korruption und Gewalt rund um die Interessen des Konzerns. Gemeinsam versuchen die Freundinnen den Treiben ein Ende zu setzen, doch dieses ambitionierte Vorhaben gestaltet sich deutlich schwieriger, als sie geahnt haben.

## Produktion

### Entwicklung
Die Ko-Produzentin Ana Lúcia Villela erklärte, dass die Sorgen um den Klimawandel und den Amazonas-Regenwald als Inspiration für die Serie dienten. Die Drehbücher wurden von Estela Renner und Marcos Nisti in Zusammenarbeit mit Pedro Barros geschrieben. Die Handlung soll sich hauptsächlich auf die Rolle der Aktivisten konzentrieren. Die Serie entstand unter der künstlerischen Leitung von Carlos Manga Jr. und der Regie von Estela Renner. Um die Thematiken der Serie detailgetreuer und realitätsnäher abbilden zu können, ist man eine Partnerschaft mit Greenpeace eingegangen und holte sich zusätzliche Unterstützung bei weiteren 28 Menschenrechts- und Umweltrechtsorganisationen mit globaler Präsenz.

### Casting
Im Juli 2018 wurden Débora Falabella, Taís Araújo und Leandra Leal als Hauptdarstellerinnen bekannt gegeben. Im November 2018 traten Ravel Andrade, Marcos de Andrade, Daniel Ribeiro, Gustavo Falcão und Bruno Padil der Besetzung der Serie bei. 
Camila Pitanga in der Rolle der Antagonistin Olga hat sich der Besetzung im Dezember 2018 angeschlossen.

## Besetzung und Synchronisation
Die deutsche Synchronisation entstand unter nach den Dialogbüchern von Ruth Deny und Inez Günther sowie unter der Dialogregie von Ruth Deny durch die Synchronfirma FFS Film- & Fernseh-Synchron in München.

### Hauptdarsteller
| Rolle             | Schauspieler            | Synchronsprecher    |
| ----------------- | ----------------------- | ------------------- |
| Natalie Lima Melo | Débora Falabella        | Anke Kortemeier     |
| Verônica Muniz    | Taís Araújo             | Stefanie Dischinger |
| Luiza Laes        | Leandra Leal            | Laura Maire         |
| Olga Ribeiro      | Camila Pitanga          |                     |
| Miguel Alvarez    | Luiz Carlos Vasconcelos |                     |
| Clara Ferreira    | Thainá Duarte           | Alina Freund        |
| André             | Vitor Thiré             | Benjamin Krause     |
| Pontocom          | Ravel Andrade           |                     |

### Neben- und Episodendarsteller
| Rolle             | Schauspieler      | Synchronsprecher |
| ----------------- | ----------------- | ---------------- |
| Falcão            | Bruno Goya        | Uwe Thomsen      |
| Amir Melo         | Rômulo Braga      |                  |
| Delegado Décio    | Cláudio Jaborandy |                  |
| Nelson            | Flávio Rochaa     |                  |
| Yan Laes Pereira  | Pedro Guilherme   |                  |
| Gabriela Alvarez  | Manuela Trigo     |                  |
| Ícaro             | Daniel Ribeiro    | René Oltmanns    |
| Sheik             | Bruno Padilha     |                  |
| Ramiro            | Rafael Primot     |                  |
| Gilberto Pereira  | Samuel de Assis   |                  |
| Promotor Rubens   | Marcos Andrade    |                  |
| Otávio Paderneira | Sérgio Pardal     |                  |
| Rosa Paderneira   | Isabela Catão     |                  |
| Flávia            | Ediana Souza      |                  |
| Felipe Braga      | Gustavo Falcão    | Arne Hörmann     |
| Padre Adelino     | Luti Angeli       |                  |
| Evandro           | Daniel Volpi      |                  |
| Gregory           | Gustavo Vaz       |                  |
| Robson            | Buda Lira         |                  |
| Payall            | Kay Sara          |                  |
| Alan              | Guilherme Barroso |                  |
| Raoni             | Abraão Mazuruna   |                  |

## Episodenliste
| Nr. | Deutscher Titel | Originaltitel |
| --- | --------------- | ------------- |
| 1 | Folge 1         | Episódio 1    |
| 2 | Folge 2         | Episódio 2    |
| 3 | Folge 3         | Episódio 3    |
| 4 | Folge 4         | Episódio 4    |
| 5 | Folge 5         | Episódio 5    |
| 6 | Folge 6         | Episódio 6    |
| 7 | Folge 7         | Episódio 7    |
| 8 | Folge 8         | Episódio 8    |
| 9 | Folge 9         | Episódio 9    |
| 10 | Folge 10        | Episódio 10   |
| Alle Folgen der ersten Staffel wurden am 2. Juli 2019 auf Globoplay in Brasilien veröffentlicht. In Deutschland ist die erste Staffel seit dem 19. November 2020 auf Joyn Plus+ verfügbar. |                 |               |